# Stejeriș (okręg Marusza)
Stejeriș (węg. Cserefalva) – wieś w Rumunii, w okręgu Marusza, w gminie Acățari. W 2011 roku liczyła 324 mieszkańców.